# 2033
Évszázadok: 20. század – 21. század – 22. század
Évtizedek: 1980-as évek – 1990-es évek – 2000-es évek – 2010-es évek – 2020-as évek – 2030-as évek – 2040-es évek – 2050-es évek – 2060-as évek – 2070-es évek – 2080-as évek
Évek: 2028 – 2029 – 2030 – 2031 –  2032 – 2033 – 2034 – 2035 – 2036 – 2037 – 2038

## Várható események

### Határozott dátumú események
- október 8. – Megtörténik az első szuperhold-holdfogyatkozás 2021 óta.[1]
- november 17. – A Leonidák meteorraj kiemelkedő aktivitására lehet számítani, óránként 300 feletti látható üstökösnyommal.[2]

## Az év témái

### Évszázados évfordulók
- május 2. – King Kong 100. évfordulója
- május 7. – Johannes Brahms születésének 200. évfordulója